# Herbersdorf (Au in der Hallertau)
Herbersdorf  ist ein Weiler und Gemeindeteil des Marktes Au i.d.Hallertau im Landkreis Freising, Oberbayern. Der Ort zählt 16 Einwohner.

## Lage
Der Ort liegt in der südlichen Hallertau, dem wichtigsten Hopfenanbaugebiet Deutschlands, zwischen Abens und Hirnkirchen. 

## Geschichte
Die Ortschaft wird zwischen 994 und 1005 als loco Herivuartesdorf in den Traditionen des Hochstifts Freising erstmals urkundlich erwähnt. Herbersdorf war Sitz einer Obmannschaft des Amtes Siechendorf im Herzogtum Bayern, welche die Orte Abens, (Grub)Anger, Dellnhausen, Harham, Hemhausen, Herbersdorf, Holzhof, Mooshof, Piedendorf und Trillhof umfasste. Im Zuge der Gemeindebildung nach dem Zweiten Gemeindeedikt entstand aus Obmannschaft Herbersdorf 1818 die selbstständige Landgemeinde Hemhausen. Mit der Gemeindegebietsreform schloss sich Hemhausen mit Hirnkirchen am 1. Januar 1971 zur neuen Gemeinde Abens zusammen. Mit Auflösung dieser Gemeinde wurde auch Herbersdorf am 1. Mai 1978 ein Ortsteil von Au in der Hallertau.